# 洲埼灯塔

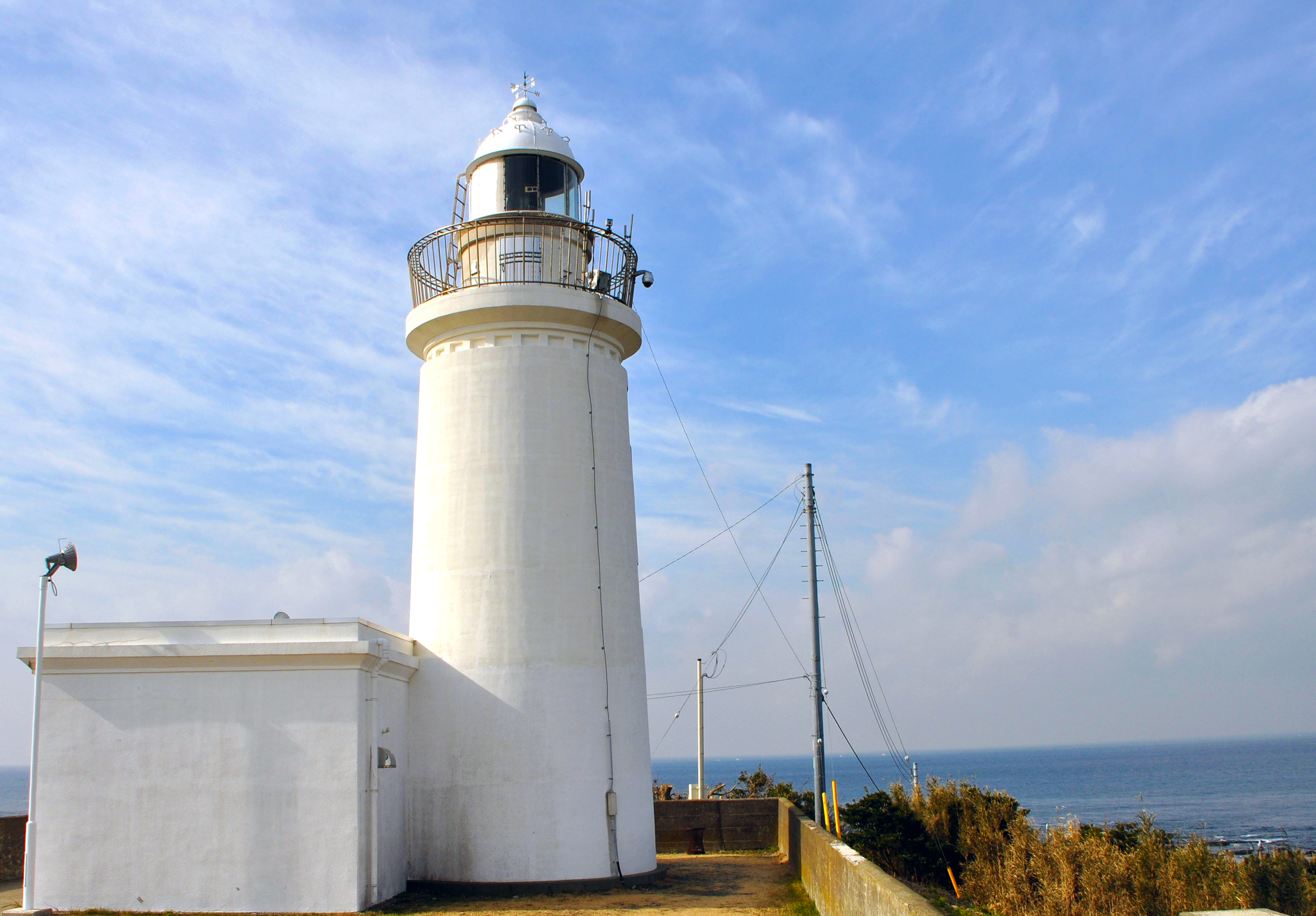
洲崎灯塔

洲崎灯塔（洲崎灯台），是房总半岛南部最偏西位置的灯塔，位于北纬34度58分19秒，东京139度45分39秒。地址是千叶县馆山市洲崎1043番地。建筑为圆筒型的水泥建筑，高15米，亮灯部距海面45米。1919年（大正8年）正式启用。
洲崎灯塔与位于三浦半岛最南端部分之东部的剱埼灯塔（剱埼灯台）共同作为出入东京湾的船舶的标志物。

## 备注
1. ↑  据灯塔前所布设之告示板（2010年2月）
2. ↑  馆山市观光指南 的存檔，存档日期2011-07-21.